# Phylocentropus placidus
Phylocentropus placidus là một loài Trichoptera trong họ Dipseudopsidae. Chúng phân bố ở miền Tân bắc.